# Elleguna minor
Elleguna minor là một loài nhện trong họ Stiphidiidae.
Loài này thuộc chi Elleguna. Elleguna minor được M.R. Gray & H. M. Smith miêu tả năm 2008.